# Marxheim
Marxheim è un comune tedesco di 2 585 abitanti, situato nel land della Baviera.